# Lékárna U Černého orla
Lékárna U Černého orla se nachází na Mírovém náměstí čp. 40 ve Vidnavě v okrese Jeseník. Je prohlášena kulturní památkou ČR a je součástí městské památkové zóny Vidnava.

## Historie
Lékárnictví ve Vidnavě sahá až do roku 1769, kdy Johann Sarkander Bonora obdržel koncesi na biskupsko knížecí dvorní lékárnu (15. července 1769). V roce 1795 lékárnu kvůli nepříznivé ekonomické situaci zrušil a vybavení prodal Johanu Reinholdovi z Velkých Kunětic. V roce 1822 (19. 4.) získal povolení od magistrátu ve Vidnavě ke zřízení veřejné lékárny U Černého orla lékárník Thomas Nowotny, který lékárnu prodal 15. října 1824 magistru Josefu Tropperovi. Lékárna byla umístěna do renesančního domu čp. 40, ve které sídlí doposud. V rukou rodiny Tropperů byla lékárna do roku 1905, kdy ji koupil magistr Eugen Frömel. Po převzetí lékárny 1. srpna 1905 začal nově vybavovat její vnitřní zařízení. V roce 1910 pořídil secesní stojatky a následně podle vzoru vídeňských lékáren secesní táru (výdejní pult), regály, trezorovou skříň pro uchování jedů a silně účinkujících léčiv. V roce 1938 koupil lékárnu magistr Helmutt Kirchner, který ji vlastnil až do roku 1945, kdy byl odsunut do Neuburgu v Bavorsku, kde také v roce 1998 zemřel. Po roce 1945 byla lékárna znárodněna a název byl upraven na lékárnu U Orla. V roce 1974 přebírá péči nad lékárnou RNDr. Jarmila Stará, která v letech 1975–1980 zabezpečila opravu domu a renovaci původního historického vybavení, modernizaci lékárenského provozu, aby odpovídal normovaným požadavkům přípravy, kontroly a prodeje léčiv. Nástupem roku 1989 se lékárna vrací k původnímu názvu U Černého orla a od roku 1993 se stává soukromým majetkem rodiny Starých. V letech 1998–2000 byla provedena celková rekonstrukce domu a lékárna byla vybavena výpočetní technikou. V roce 2006 byla Ministerstvem kultury České republiky prohlášena kulturní památkou. V roce 2009 byla provedena oprava stropu, laboratoře, výměna elektrických rozvodů a na táru byla vrácena deska ze supíkovického mramoru (místo umakartu).

## Popis
Lékárna se nachází v novorenesančním jednopatrovém rohovém domě postaveném na starším historickém jádru. Za domem je dvůr ohraničený dvěma zdmi a uzavřený hospodářskou budovou. Je příkladem měšťanského hornoslezského domu. Jeho uspořádání se nachází na mapách stabilního katastru z roku 1836. Obytný dům je orientován čelní fasádou do náměstí, které je tříosé. V přízemí průčelí je ve střední části vchod a po stranách okna s půlkulatým výklenkem. Nad nimi je dekorativní kordonový pás. Okna v prvním patře zdobí zprohýbané suprafenestry. Průčelí je završeno hlavní římsou a balustrádou se dvěma sochami představujícími bohyni zdraví Hygii a bohyni hojení Panakeu. Střecha je valbová. Fasáda lékárny má okrovou barvu, architektonické prvky barvu bílou. Hospodářský objekt je jednopodlažní se sedlovou střechou a vysokou atikou, je orientován do Lékárenské ulice. Ze dvora do objektu vedou dřevěná vrata a dva vchody. V hospodářské budově byly stáje pro koně a prádelna; půdní prostor sloužil k sušení bylin. Vjet do dvora lze bránou s dřevěnými kazetovými vraty.
Lékárna (oficína) se nachází v přední části domu. Je rozdělena tárou, postavenou napříč. U stěn je nábytková historizující stěna zdobená průběžnou římsou zdobenou vejcovodem. Jednotlivé regálové díly jsou odděleny kanelovanými antickými sloupky. Součástí stěny je vystupující secesní trezorová skříň pro uchování jedů a silně účinkujících léčiv. Součástí dochovaného interiéru jsou secesní stolek s čalouněnými křesly s iniciálami N. G., dvouramenné váhy, schůdky atd. V repositoriu (regálech) v lékárně je uloženo 50 stojatek z rubínového skla a 25 stojatek z porcelánu, pro které byly etikety speciálně vyrobeny firmou Steinbuch. Etiketa vidnavské lékárny je vyobrazena v ceníku firmy z roku 1911.